# Ormosia formosana (steltmug)
Ormosia formosana is een tweevleugelige uit de familie steltmuggen (Limoniidae). De soort komt voor in het Oriëntaals gebied.